# Jacob Derkert
Max Jacob Derkert-Rosenberg, född 1957, är en svensk musikvetare. Han är son till Carlo Derkert samt sonson till Valle Rosenberg och Siri Derkert. 
Jacob Derkert blev doktorand vid Stockholms universitet 1995 och disputerade 1998 på avhandlingen Tonalitet och harmonisk artikulation i Claude Debussys verk: Om reception, harmonikteori och analys. Han är sedan 1998 universitetslektor i musikvetenskap vid Stockholms universitet, för närvarande vid Institutionen för kultur och estetik. Han var forskarassistent vid samma lärosäte 2003–2007. Han har varit prefekt vid Institutionen för musikvetenskap 2004 och vid Institutionen för musik- och teatervetenskap vid samma lärosäte 2006–2012. 2009–2014 var Derkert ordförande för Svenska samfundet för musikforskning. Han har också varit redaktör (tillsammans med Erik Wallrup) och ansvarig utgivare för tidskriften STM-online 2011–2013 liksom chefredaktör och ansvarig utgivare för Svensk tidskrift för musikforskning 2014–2016.